# لنتینز
لنتینز‌ها (به آلمانی Lentienser) یکی از اقوام ژرمن در سده چهارم، مرتبط با آلِماننی در منطقه میانی شمال رود دانوب، رود ایلر در شرق و دریاچه کنستانس در جنوب، جایی که ما امروز آن را با نام آلمان جنوبی می‌شناسیم ساکن بودند. گزارش‌ها بیانگر این حقیقت هستند که این قوم یکی از شورشی ترین اقوام زمان خود به شمار می آمدند. در اسناد بجا مانده تنها دو بار از این قوم ذکر یاد شده، و هر دو به دست تاریخ نویس رومی آمیانوس مارسلینوس بوده است. (۳۹۵–۳۳۰).
نخستین بار از آنها در سال ۳۵۵ زمانی که امپراتور روم کنستانتیوس دوم به فرماندهی به نام آربتیو دستور می‌دهد تا بخاطر حملاتی که به امپراتوری روم داشته‌اند، لنتینز‌ها را جریمه کند. برای دومین بار نیز در فوریه ۳۷۸ میلادی اینگونه گزارش شده است که آنها از رود یخ‌زده راین گذر کرده و به امپراتوری روم حمله کردند. آنها زمانیکه پادشاهشان پریاریوس مرد، در نبردی به نام نبرد آرژانتواریا (در منطقه آلزاس، کلمار امروزی) از امپراتور گراتیان شکست خوردند. این آخرین لشکرکشی بود که یک امپراتور روم در پشت محوطه لیمس انجام می‌داد. همچنین این آخرین باری بود که از لنتینز‌ها در منابع محلی یاد می‌شد.  
نام لنتینز برگرفته از یک روستای سلتی به نام لِنتینا میباشد که امروزه منطقه‌ای در شمال دریاچه کنستانس با نام لینزگاو شناخته می‌شود. 

## ادبیات
Stather, Hans (1997). "Fragen zu den Lentiensern". Hegau (به آلمانی). 53 (41): 5–12. ISSN 0438-9034.

## همچنین ببینید
- لیست اقوام ژرمن